# Ammonoxidation

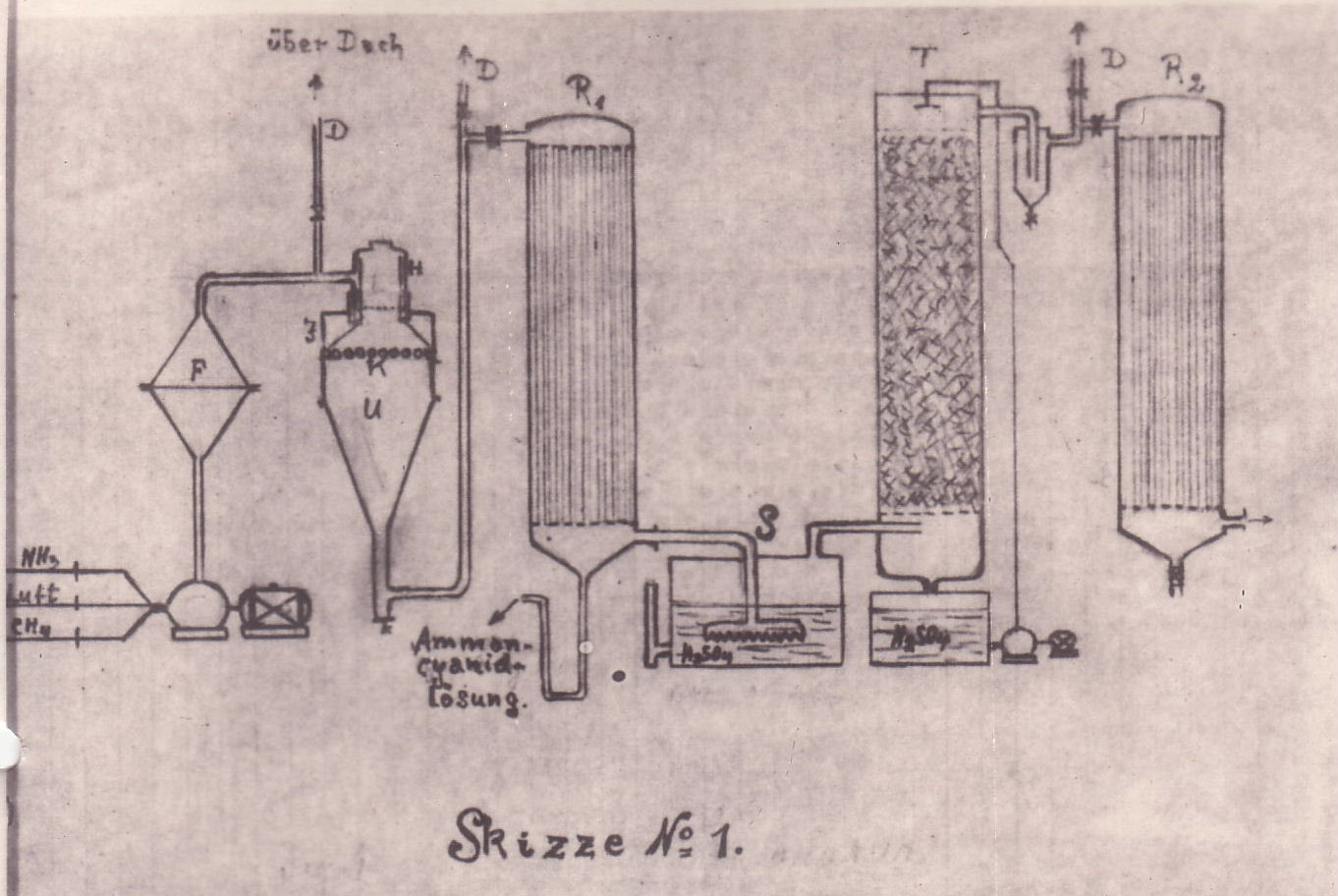
Diagramm aus 1931 mit dem Andrussow-Verfahren

Die Ammonoxidation ist ein chemisches Verfahren, mit dem aus organischen Verbindungen mit Methylgruppen durch gleichzeitige Reaktion mit Ammoniak und Sauerstoff die entsprechenden Nitrile hergestellt werden.

## Verfahrensbeschreibung
Bei der Ammonoxidation handelt es sich um eine Gasphasenreaktion, welche meist bei Temperaturen oberhalb von 300 °C durchgeführt wird. Hierzu werden oft metallische Katalysatoren, beispielsweise Platin, benötigt.
Die allgemeine Reaktionsgleichung lautet:

## Beispiele
Industriell bedeutende Ammonoxidationen sind das Sohio-Verfahren, welches der Herstellung von Acrylnitril aus Propen dient, sowie das Andrussow-Verfahren, mit welchem Blausäure aus Methan gewonnen wird. Ferner besitzt die Herstellung von Phthalonitril aus o-Xylol industrielle Bedeutung.